# Poia
Poia (Poïa, Boh-yi-yi, Payoowa, Pawaksskii, Pawakksski; Star-Boy), Star-Boy je čarobni junak iz mitologije Blackfoota koji je sin smrtnice po imenu Feather Woman (Soatsaki) i Jutarnje zvijezde (Apisirahts). Nakon što su Star-Boy i njegova majka protjerani, on postaje poznat kao Poia, prevedeno kao "Lice s ožiljkom" na engleskom (od Blackfoot riječi payoo, "ožiljak".) Kasnije je neko vrijeme poznat kao Pahtsipisoahs, "false morning star; "lažna jutarnja zvijezda", zbog njegove sličnosti s ocem. Bilo je vrlo uobičajeno da Blackfoot ljudi, posebno dječaci i muškarci, uzimaju nova imena nekoliko puta u životu, tako da ove privremene promjene imena nisu zbunile Blackfoot slušatelje kao što su zbunile neke antropologe!
U astronomiji, Star-Boy/Poia povezuje se s planetom Jupiterom, koji "putuje" noćnim nebom slično kao njegov otac, Jutarnja zvijezda. Iako su svi Blackfoot govornici identificiraju Poiju kao sina Jutarnje zvijezde, postoji najmanje jedna snimljena verzija u kojoj Feather Woman ne igra nikakvu ulogu, a Poia je bio običan smrtni dječak kojeg je Jutarnja zvijezda usvojila kao svog brata. Ritualno, Star-Boy je važan za Sunčev ples kod Crnih stopala, za koji se smatra da ga je donio ljudima u znak oprosta za majčin pad iz milosti.
Ostali nazivi: Starboy, Scarface, Scar Face, False-Morning-Star, Mistaken-for-Morning-Star, Pahtsipisoahs, Pahtsiipisowaahs, Poks-o-piks-o-aks.